# Sportgemeinschaft Ruhr 1929
Die Sportgemeinschaft Ruhr 1929 e. V. ist ein Mehrsportverein in Essen und die ehemalige Betriebssportgemeinschaft
der E.ON Ruhrgas AG.

## Geschichte
Am 28. Mai 1929 wurde die „Sportabteilung der Ruhrgas Essen“ gegründet. Der Sportbetrieb konzentrierte sich zunächst auf Ballspiele, Fußball,  Gymnastik, Leichtathletik, Tischtennis und Turnen.
Vorstandsmitglied Bergassessor a. D. Fritz Baum gründete am 1. Januar 1938 mit einem Aushang am „Schwarzen Brett“ wegen der „Wichtigkeit der Körperertüchtigung“ offiziell die Werkssportgemeinschaft. Mit eigener Kraft wurde eine eigene Sportanlage an der Elsa-Brandström-Straße erstellt. Nach dem Zweiten Weltkrieg wurde das Ruhrgas-Sportleben wieder offiziell aufgenommen. Kriegsheimkehrer Willi Melchers übernahm den Vorsitz der Sportgemeinschaft.
Seit Schließung der E.ON Ruhrgas AG im Jahr 2013 ist die Sportgemeinschaft keine Betriebssportgemeinschaft mehr. Im Jahr 2015 wurde die Sportgemeinschaft in einen eingetragenen Verein umgewandelt, zudem wurde ihr die Gemeinnützigkeit zuerkannt.

## Erfolge
1973 fand die erste Teilnahme am Enrico-Mattei-Fußballturnier in Mailand statt. Damit erhielten die Fußballer erstmals die Möglichkeit, im Ausland zu spielen. Enrico Mattei, Gründer und erster Präsident des staatlichen italienischen Energiekonzerns Eni, stiftete den Pokal mit dem Ziel, dass sich Fußballer europäischer Erdgasgesellschaften einmal jährlich in Freundschaft und zu einem fairen Kampf treffen. Höhepunkt war im Jahr 1980 die Ausrichtung des Turniers und des 8. Enrico-Mattei-Cups im Essener Grugastadion. Zum Finalspiel zwischen der italienischen SNAM und Ruhrgas kamen mehr als 2.500 Zuschauer ins Stadion. Die Italiener entschieden am Ende das Match für sich.
Die 1. Damenmannschaft der Tennissparte wurde Meister der Wintersaison 1990/91 in der höchsten Klasse des Betriebssport-Kreisverbandes Essen. Bei den Europäischen Betriebssportspielen in Riccione, Italien, gewannen Ilona Köhler und Anke Lindner 2015 die Silbermedaille im Bridge.
Bei den ECSG 2017 in Gent gewannen Margit Geiger und Cornelia Ruthenbeck in der Sparte Tischtennis zwei Goldmedaillen.
Der Spartenleiter der Sparte Fußball, Hermann Petrick, war mit 72 Jahren einer der ältesten aktiven Blindenfußballer der Welt.

## Sparten
- Ballsport
- Fitness und Gesundheit
- Rad- und Motorsport
- Spiel und Strategie
- Wassersport

### Sparte Segeln
Die Segelsparte der Sportgemeinschaft Ruhr 1929 wurde 1988 gegründet. Sie entwickelte sich bis heute zu einer der größten Sparten dieser Sportgemeinschaft.
Die Segelsparte gehört seit 2016 als ordentliches Mitglied dem DSV an. Zudem hat sich die Sparte auch verstärkt die Förderung der Jugendarbeit und die Heranführung von Kindern an den Segelsport zur Aufgabe gemacht. So entwickelte sich aus einer Betriebssportgemeinschaft eine generationsübergreifende Segelsportgemeinschaft von Optimisten- bis zu Hochseeseglern, von Fahrten- bis Regattaseglern.